# Тэнъэн
Тэнъэн (яп. 天延 тэнъэн, небесная продолжительность) — девиз правления (нэнго) японского императора Энъю с 974 по 976 год .

## Продолжительность
Начало и конец эры:
- 20-й день 12-й луны 4-го года Тэнроку (по юлианскому календарю — 16 января 974 года);
- 13-й день 7-й луны 4-го года Тэнъэн (по юлианскому календарю — 11 августа 976 года).

## Происхождение

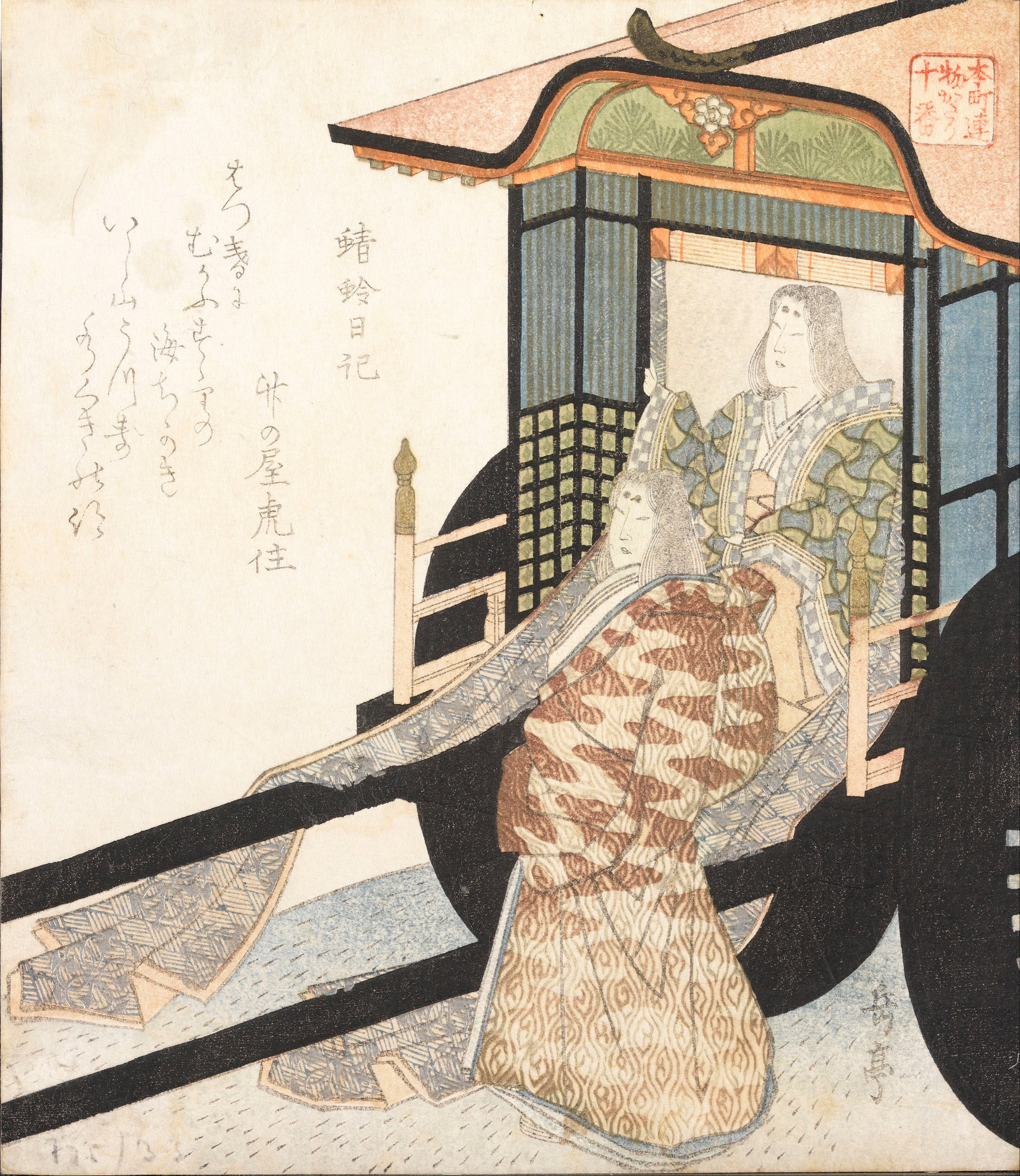
Иллюстрация к «Дневнику стрекозы» кисти Ясимы Гакутэя

Название нэнго было заимствовано из 13-го цзюаня классического древнекитайского сочинения «Ивэнь лэйцзюй» (кит. трад. 藝文類聚, пиньинь Yìwén Lèijù, буквально: «Классифицированное собрание произведений литературы и искусства»):「志所存皇雖殪没天禄永延」.

## События
- 28 мая 973 года (24-й день 4-й луны 1-го года Тэнъэн) — в домах рода Минамото, расположенных недалеко от Императорского дворца, вспыхнул пожар. Огонь остановить не удалось, и более 300 зданий сгорели дотла. Вокруг императорской резиденции была в два раза усилена охрана[6];
- 974 год (2-я луна 2-го года Тэнъэн) — Фудзивара-но Канэмити был удостоен должности дайдзё-дайдзина[6];
- 974 год (10-я луна 2-го года Тэнъэн) — император получил в подарок лошадей от корейского двора[6];
- 975 год (8-я луна 3-го года Тэнъэн) — в ночном небе наблюдалась комета[6];
- 975 год (8-я и 9-я луны 3-го года Тэнъэн) — эпидемия оспы;
- 975 год (3-й год Тэнъэн) — был составлен «Дневник стрекозы» (яп. 蜻蛉日記 кагэро: никки) за авторством Митицуны-но хаха.

## Сравнительная таблица
Ниже представлена таблица соответствия японского традиционного и европейского летосчисления. В скобках к номеру года японской эры указано название соответствующего года из 60-летнего цикла китайской системы гань-чжи. Японские месяцы традиционно названы лунами.
| 1-й год Тэнъэн (Водяной Петух)     | 1-я луна       | 2-я луна*  | 3-я луна* | 4-я луна  | 5-я луна* | 6-я луна* | 7-я луна   | 8-я луна*  | 9-я луна    | 10-я луна  | 11-я луна              | 12-я луна*   |               |
| ---------------------------------- | -------------- | ---------- | --------- | --------- | --------- | --------- | ---------- | ---------- | ----------- | ---------- | ---------------------- | ------------ | ------------- |
| Юлианский календарь                | 6 февраля 973  | 8 марта    | 6 апреля  | 5 мая     | 4 июня    | 3 июля    | 1 августа  | 31 августа | 29 сентября | 29 октября | 28 ноября              | 28 декабря   |               |
| 2-й год Тэнъэн (Деревянная Собака) | 1-я луна       | 2-я луна   | 3-я луна* | 4-я луна* | 5-я луна  | 6-я луна* | 7-я луна*  | 8-я луна   | 9-я луна*   | 10-я луна  | 10-я луна (високосная) | 11-я луна*   | 12-я луна     |
| Юлианский календарь                | 26 января 974  | 25 февраля | 27 марта  | 25 апреля | 24 мая    | 23 июня   | 22 июля    | 20 августа | 19 сентября | 18 октября | 17 ноября              | 17 декабря   | 15 января 975 |
| 3-й год Тэнъэн (Деревянная Свинья) | 1-я луна       | 2-я луна*  | 3-я луна  | 4-я луна* | 5-я луна  | 6-я луна* | 7-я луна*  | 8-я луна*  | 9-я луна    | 10-я луна  | 11-я луна*             | 12-я луна    |               |
| Юлианский календарь                | 14 февраля 975 | 16 марта   | 14 апреля | 14 мая    | 12 июня   | 12 июля   | 10 августа | 8 сентября | 7 октября   | 6 ноября   | 6 декабря              | 4 января 976 |               |
| 4-й год Тэнъэн (Огненная Крыса)    | 1-я луна       | 2-я луна   | 3-я луна* | 4-я луна  | 5-я луна* | 6-я луна  | 7-я луна*  | 8-я луна*  | 9-я луна    | 10-я луна* | 11-я луна              | 12-я луна*   |               |
| Юлианский календарь                | 3 февраля 976  | 4 марта    | 3 апреля  | 2 мая     | 1 июня    | 30 июня   | 30 июля    | 28 августа | 26 сентября | 26 октября | 24 ноября              | 24 декабря   |               |

* звёздочкой отмечены короткие месяцы (луны) продолжительностью 29 дней. Остальные месяцы длятся 30 дней.